# Somerville (Texas)
Somerville es una ciudad ubicada en el condado de Burleson en el estado estadounidense de Texas. En el Censo de 2010 tenía una población de 1376 habitantes y una densidad poblacional de 177,57 personas por km².

## Geografía
Somerville se encuentra ubicada en las coordenadas 30°20′48″N 96°31′53″O / 30.34667, -96.53139. Según la Oficina del Censo de los Estados Unidos, Somerville tiene una superficie total de 7.75 km², de la cual 7.7 km² corresponden a tierra firme y (0.6%) 0.05 km² es agua.

## Demografía
Según el censo de 2010, había 1376 personas residiendo en Somerville. La densidad de población era de 177,57 hab./km². De los 1376 habitantes, Somerville estaba compuesto por el 62.28% blancos, el 25.44% eran afroamericanos, el 0.87% eran amerindios, el 0.07% eran asiáticos, el 0.15% eran isleños del Pacífico, el 8.65% eran de otras razas y el 2.54% pertenecían a dos o más razas. Del total de la población el 26.53% eran hispanos o latinos de cualquier raza.